# Orfan

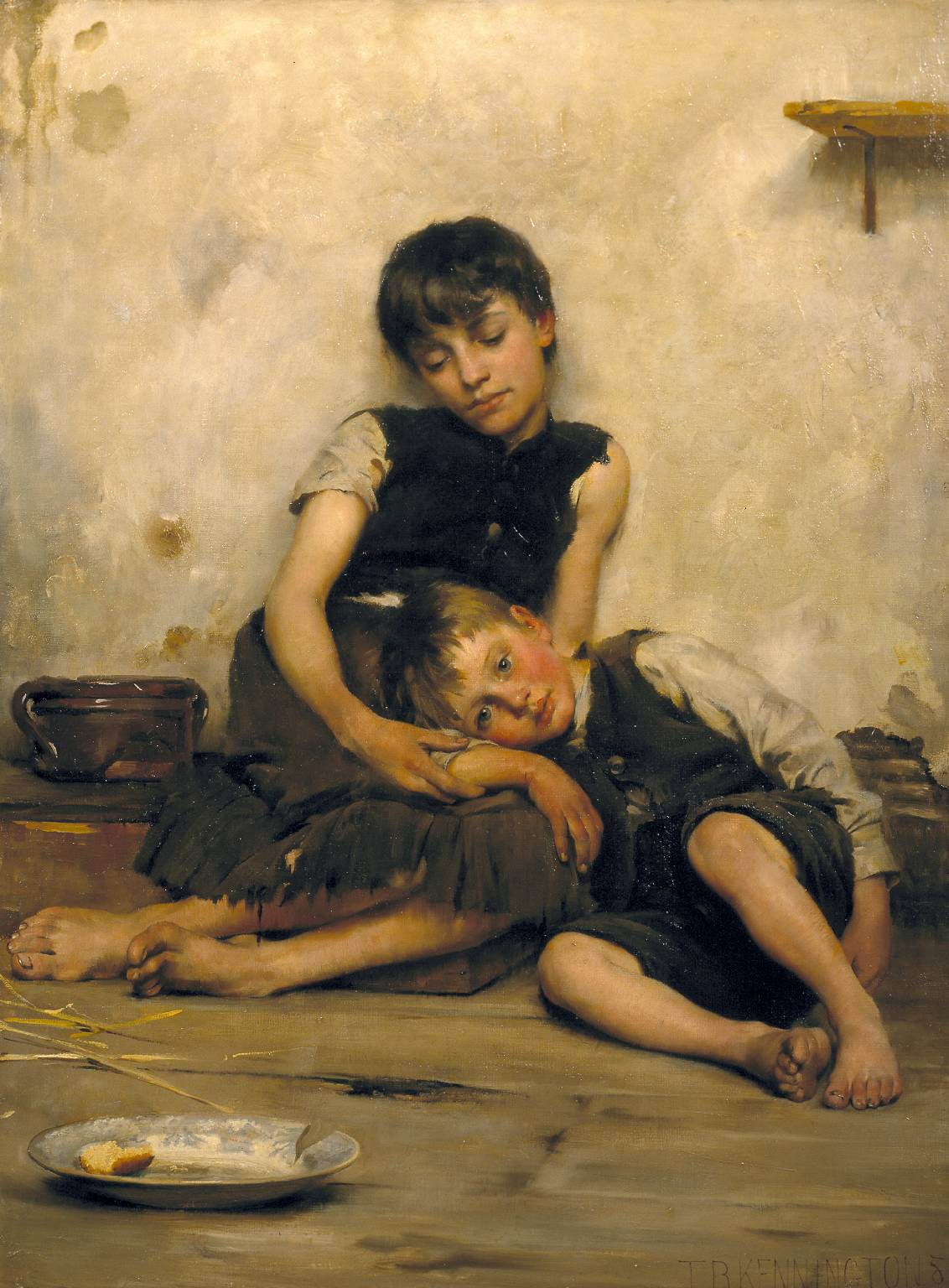
Orfani de Benjamin Kennington Thomas, ulei pe pânza, 1885

Un orfan este un copil ai cărui părinți au murit, sunt necunoscuți sau l-au abandonat definitiv. Orfan este un copil care a pierdut pe unul dintre părinți sau pe amândoi, având vârsta sub 18 ani.
Dacă o persoană își pierde părinții la maturitate, nu se mai vorbește de orfan. În schimb, părinții care au pierdut un copil sunt numiți părinți orfani. Motivele care au dus la orfelinat copii au fost războaiele, dezastre, accidente, terorism sau epidemii etc.
Dacă nicio rudă a orfanilor nu poate îndeplini sau nu poate să se ocupe de creșterea copiilor, există diverse alte opțiuni de îngrijire a copiilor în România. Prin consultațiile oferite de personalul de asistență socială din cadrul centrelor de copii aparținând Direcției Generale de Asistență Socială și Protecția Copilului de la nivelul județului, copiii sunt găzduiți într-un centru de plasament până la rezolvarea situației (anterior acesta se numea orfelinat sau casă de copii școlari).
În testament, părinții pot stabili la cine ar trebui să vină copilul în cazul decesului prematur. Pentru aceasta ei numesc un tutore care este responsabil de sarcinile să preia îngrijirea părintească. Instanța de tutelă este ținută de decizia părinților atât timp cât aceasta servește interesul superior al copilului .
Nu există o reglementare sau o definiție obligatorie și uniformă la nivel global cu privire la problema orfanilor. În statele naționale individuale, reglementările legale sau confesionale pot diferi de la țară la țară.
De exemplu, când vine vorba de imigrație în Statele Unite, Legea privind imigrația și cetățenia definește un orfan prin mai multe criterii. Potrivit acesteia, un copil poate deveni orfan prin moarte, dispariție, lipsa de îngrijire a părinților, separarea sau pierderea ambilor părinți. În plus, un copil este privit ca orfan atât timp cât mama este necăsătorită și tatăl biologic nu l-a legitimat. Copilul unui părinte supraviețuitor poate fi, de asemenea, orfan dacă părintele supraviețuitor a rămas necăsătorit de la moartea celuilalt părinte .

## Populație
Orfanii sunt puțini în țările dezvoltate, deoarece majoritatea copiilor au ambii părinți în timpul copilăriei. Un număr mare de orfani există în națiuni unde a fost război, cum ar fi Afganistan.
- China: Un sondaj realizat de Ministerul Afacerilor Civile în 2005 a arătat că China are aproximativ 573.000 de orfani sub 18 ani[4].
- Rusia: Conform rapoartelor rusești din 2002 citate în New York Times, 650.000 de copii sunt găzduiți în orfelinate. Ei sunt eliberați la vârsta de 16 ani, iar 40% devin oameni ai străzii, în timp ce 30% devin criminali sau se sinucid[5].
- America Latină:Copiii străzii au o prezență majoră în America Latină; unii estimează că există până la 40 de milioane de copii străzii în America Latină[6].Deși nu toți copiii străzii sunt orfani, toți copiii străzii muncesc și mulți nu beneficiază de un sprijin familial semnificativ[7].
- Statele Unite ale Americii : Aproximativ 2 milioane de copii din Statele Unite (sau aproximativ 2,7 la sută dintre copii) au o mamă sau un tată decedat. Aproximativ 100.000 de copii și-au pierdut ambii părinți[8].

## Istoric
Războaiele, epidemiile (cum ar fi SIDA), pandemiile și sărăcia au făcut ca mulți copii să devină orfani. Al doilea război mondial (1939-1945), cu numerele sale masive de decese și mișcări vaste de populație, a lăsat un număr mare de orfani în multe țări cu estimări pentru Europa, de la 1.000.000 la 13.000.000. Judt în 2006 estimează că erau 9.000 de copii orfani în Cehoslovacia, 60.000 în Olanda, 300.000 în Polonia și 200.000 în Iugoslavia, plus mulți alții în Uniunea Sovietică, Germania, Italia, China și în alte părți.

## Orfani celebri
Printre orfanii faimoși se numără lideri mondiali precum Alexander Hamilton, Aaron Burr și Andrew Jackson; scriitori precum Edgar Allan Poe și Leo Tolstoi; și sportivi precum Aaron Hernandez. Orfanul american Henry Darger a descris condițiile oribile din orfelinatul său în opera sa de artă. Alți orfani cu renume au fost Louis Armstrong, Marilyn Monroe, Babe Ruth, Ray Charles și Frances McDormand și nenumărate personaje fictive din literatură și desene animate.
În spațiul românesc orfani celebri au fost compozitorul Gheorghe Dima și arheologul Adalbert Cserni.

## Cultură

### Literatură
Personajele orfane sunt extrem de comune ca protagoniști literari, mai ales în literatura pentru copii și în literatura fantastică. Lipsa părinților le lasă pe personaje să urmeze vieți mai interesante și mai aventuroase, eliberându-le de obligațiile și controalele familiale și privându-le de vieți mai prozaice. Creează personaje care sunt de sine stătătoare și introspective și care luptă pentru afecțiune. Orfanii își pot căuta în mod metaforic înțelegerea de sine încercând să-și cunoască rădăcinile. Părinții pot fi, de asemenea, aliați și surse de ajutor pentru copii, iar îndepărtarea părinților face dificultățile personajului mai grave. În plus, părinții pot fi irelevanți pentru tema pe care un scriitor încearcă să o dezvolte, iar orfanul personajului îl eliberează pe scriitor de necesitatea de a descrie o astfel de relație irelevantă; dacă o relație părinte-copil este importantă, îndepărtarea celuilalt părinte previne complicarea relației necesare.
În literatură, chiar și în basme, tema orfanilor reapare adesea. exemple sunt:
- Cenușăreasa este orfană (mama ei a murit când era încă mică, tatăl după ce s-a recăsătorit).
- Oliver Twist (Charles Dickens).
- Harry Potter (J. K. Rowling).
- Katniss Everdeen din Jocurile foamei (fără tată).
- Eragon (Christopher Paolini).
- Frodo și Aragorn din Stăpânul Inelelor (ambii orfani de ambii părinți).
- Rasmus și vagabondul[nefuncțională]
 (Astrid Lindgren).

### Cinema
Studiourile de animație Walt Disney
- Bambi a rămas orfan de mama lui, ucis de un vânător;
- Cenușăreasa este orfană (mama ei a murit când era încă mică, tatăl după ce s-a recăsătorit);
- Fratele Urs este orfan de ambii părinți, se împrietenește cu Kenai , care se dovedește a fi ucigașul mamei lui Koda.

### Artă
Viața și soarta orfanilor i-au inspirat pe artiști în multe feluri și au fost bine primite de iubitorii de artă. Lucrările artistice reflectă evenimentele din timpul lor. În arta secvențială, orfanii sunt de obicei supereroi clasici precum Superman, Batman, Aventurile lui Batman, Spider-Man, Wolverine, Iron Man, Captain Marvel, Captain America, Daredevil sau luptători singuri în natură precum Tarzan sau Rahan care și-a pierdut atât părinții, cât și părinții adoptivi.

## În texte religioase
Multe texte religioase, inclusiv Biblia și Coranul, conțin ideea că a ajuta și a apăra orfanii este o chestiune foarte importantă și plăcută lui Dumnezeu. Liderii religioși Moise și Muhammad au rămas orfani în copilărie. Mai multe citate scripturale descriu cum ar trebui tratați orfanii:

### Biblie

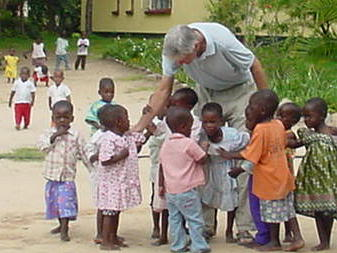
Orfelinatul Mama Păcii SIDA, Zimbabwe (2005)

- „Nu profita de o văduvă sau de un orfan”. ( Biblia ebraică , Exodul 22:22).
- "Lăsați-vă orfanii; le voi proteja viețile. Și văduvele voastre pot avea încredere în mine." ([[Biblia ebraică, Ieremia 49:11).
- „Să judece orfanul și asupritul, ca să nu mai asuprească omul pământului”. (Biblia ebraică, Psalmii 10:18).
- „Religia pe care Dumnezeu Tatăl nostru o acceptă ca fiind curată și fără cusur este aceasta: a avea grijă de orfani și văduve în necazul lor și de a nu fi poluat de lume”. ( Noul Testament , Iacov 1:27).

### Coranul
- „Și ei hrănesc, pentru dragostea lui Dumnezeu, pe cei săraci, pe orfani și pe cei captivi” - ( Coranul, Omul: 8).
- „De aceea, nu tratați orfanul cu asprime” (Coranul, Orele dimineții: 9)
- „Nu i-ați văzut pe cei care neagă credința și Ziua Judecății? Aceștia sunt oameni care alungă orfanii cu asprime și nu încurajează să hrănească pe cei săraci. Așa că vai de cei care fac rugăciunea, dar o neglijează sau o arată. din deșertăciune și cei care leagă celorlalți chiar și micile bunătăți”. (Coranul, Micile bunătăți: 1-7).
- „(Fii bun cu) orfanii și cei foarte săraci. Și spune-le oamenilor cuvinte bune”. (Coranul, juninca: 83)
- „…Ei vă vor întreba despre proprietatea orfanilor. Spuneți: „Ce mai bine este să le gestionați în interesul lor”. Dacă vă amestecați proprietatea cu a lor, ei sunt frații voștri…” (Coranul, The Heifer: 220)
- „Dă-le orfanilor proprietățile lor și nu înlocuiți lucrurile rele cu bune. Nu asimilați proprietățile lor în proprietățile voastre. A face asta este o crimă gravă”. (Coranul, Femeile: 2)
- „Urgește-te cu atenție asupra orfanilor până când ajung la vârsta căsătoriei, atunci, dacă percepi că au o judecată sănătoasă, predă-le proprietatea...” (Coranul, Femeile: 6)

## Orfanii în România
Fenomenul orfanilor din România trebuie înțeles în contextul istoric local. Sub conducerea regimului Nicolae Ceaușescu, atât avortul, cât și contracepția au fost interzise, ducând la o creștere a natalității În octombrie 1966 a fost promulgat Decretul 770 care interzicea avortul, cu excepția cazurilor excepționale.
În anii următori s-a înregistrat o creștere a numărului de nașteri, mai ales în perioada 1967-1968, ceea ce a dus la abandonarea multor copii, iar acești copii au fost internați în orfelinate iar cei bolnavi mintal în centre de copii cu dizabilități. 
După căderea comunismului (decembrie 1989), condițiile care existau în orfelinate a apărut și în presă pe plan internațional. Un reportaj de știri  20/20 și o revista americană a fost difuzat pentru prima dată pe 5 octombrie 1990, condiții ale copiilor la televizor. Anii 1990 au fost o perioadă dificilă, de tranziție, iar în această perioadă statul nu mai putea ocroti copiii ca în vechiul sistem, nu mai putea acorda serviciu sau locuință, fapt care a dus la mărirea copiilor în rândul străzilor, vezi documentar intitulat Children Underground, care a descris viața copiilor străzii români în 2001.
În anul 2001, în România existau peste 100.000 de copii instituționalizați, iar bugetul anual pentru întreținerea acestora era de aproximativ 20 de milioane euro, din care ceva mai mult de jumătate proveneau de la Uniunea Europeană.
În iulie 2004 existau 36.688 de copii protejați în centre de plasament, iar 5.610 dintre aceștia se aflau în instituții private (în grija unor fundații și ONG-uri).
Fondurile organizațiilor neguvernamentale pentru protecția copilului proveneau în marea lor majoritate (90%) din străinătate.
La sfârșitul anului 2004, în centrele de plasament se aflau peste 32.000 de copii, iar în familii substitutive peste 50.000.
În iunie 2009, existau 42.000 de copii în sistemul de plasament.
Din aceștia, 20.000 se aflau în instituții și 22.000 în asistență maternală.
În anul 2009, numărul anual de adopții era de 1.000, față de 4.000 în anul 2000.
În iunie 2010, în sistemul de protecție se aflau circa 70.000 de copii și se făceau anual aproximativ 1.000 de adopții.
În anul 2010, pentru un copil aflat în asistență maternală se cheltuiau anual între 20.000 și 25.000 de lei, în timp ce costurile pentru un copil cu handicap aflat într-un centru rezidențial se ridicau la circa 27.000 de lei.
În anul 2011, România se afla pe primul loc în Europa, cu 10.000 de copii abandonați anual.

### Adopțiile internaționale
În perioada 20 decembrie 2001 - 18 decembrie 2003 au fost realizate 995 de adopții internaționale.
Cei mai mulți copii au plecat în Statele Unite ale Americii (384), în Italia (230) și în Spania (224).
În urma presiunilor Uniunii Europene, de la 1 ianuarie 2005, adopțiile în străinatate se mai pot face doar de către rude de gradul doi.

### Adopțiile ilegale
Cei mai mulți copii români adoptați ilegal au părăsit România în perioada 1990 - 1997.
Dintre cei aproximativ 17.000 de copii care au fost înfiați de străini, doar în jur de 5.000 au îndeplinit condițiile legale.
Fenomenul a fost posibil atât cu complicitatea unor avocați, dar și a unor factori de răspundere din Comitetul Român de Adopții.
Până în 1997, Legea adopțiilor a avut o serie de lacune care a permis scoaterea din țară a minorilor, sub acoperire legală.
Din august 1990 până în iulie 1991, a fost o libertate totală pentru români sau străini să adopte copii.
În această perioadă, 10.000 de copii au fost adoptați la nivel internațional, fapt care i-a determinat pe experții în domeniu să afirme că, în mai puțin de un an, România devenise o zonă fierbinte a adopțiilor internaționale.
Sub presiunea internațională, cauzată de imaginile din orfelinatele insalubre din România, care au făcut înconjurul lumii, statul român, fiind incapabil să reformeze sistemul de adopții, a emis o legislație slabă, care nu proteja interesul copilului și dădea liber adopțiilor internaționale realizate în grabă, în doar câteva luni.
Până în 1997, când s-au înființat Direcțiile Județene pentru Protecția Drepturilor Copiilor, sistemul de adopții era un haos.
Copiii erau adoptați rapid și nu erau trecuți în vreo bază de date.
În consecință, în baza de date a Oficiului Român de Adopții, care ar trebui să inventarieze adopțiile internaționale, poate fi găsit doar numărul copiilor dați spre adopție în acea perioadă, nu și domiciliile sau numele lor și ale noilor părinți.
Una dintre estimările numărului de copii adoptați, realizată prin numărarea deciziilor din instanțele judecătorești, arată un număr de 10.496 de adopții naționale și 16.041 internaționale în perioada 1990 - 1997.